# Прва савезна лига Југославије у хокеју на леду 1962.
Прва савезна лига Југославије у хокеју на леду 1962. је петнаесто послератно првенство Југославије, које је одиграно комбиновано по лига и турнирском систему у периоду од 6. јануара до 11. фебруара 1962.

## Клубови
- Београд
- Јесенице
- Љубљана
- Партизан
- Медвешчак
- Спартак
- Црвена звезда

Клубови су били подељени у две групе: А са четири клуба која је играла по двоструком лига систему (свако са сваким по две утакмице) и групу Б са три клуба који се играо као турнир такође свако са сваким по две утакмице. Победник А групе је добио титулу државног првака.
За победу су се добијала 2, нерешено 1, а пораз 0 бодова.

## Коначни пласман
| Екипа                     | ИГ | Д | Н | ИЗ | ГД | ГП | ГР  | Б  |
| ------------------------- | -- | - | - | -- | -- | -- | --- | -- |
| 1. Јесенице, Јесенице     | 6  | 6 | 0 | 0  | 58 | 4  | +54 | 12 |
| 2. Љубљана, Љубљана       | 6  | 3 | 0 | 3  | 19 | 34 | -15 | 6  |
| 3. Партизан, Београд      | 6  | 2 | 0 | 4  | 13 | 32 | -19 | 4  |
| 4. Црвена звезда, Београд | 6  | 1 | 0 | 5  | 9  | 29 | -20 | 2  |

| Екипа                | ИГ | Д | Н | ИЗ | ГД | ГП | ГР  | Б |
| -------------------- | -- | - | - | -- | -- | -- | --- | - |
| 1. Београд, Београд  | 4  | 3 | 1 | 0  | 31 | 18 | +13 | 7 |
| 2. Медвешчак, Загреб | 4  | 2 | 1 | 1  | 22 | 23 | -1  | 5 |
| 3. Спартак, Суботица | 4  | 0 | 0 | 4  | 16 | 28 | -12 | 0 |

ИГ = одиграо, Д = победио, Н = нешерио, ИЗ = изгубио, ГД = голова дао, ГП = голова примио, ГР = гол-разлика, Б = бодова
| Првак Прве савезна лиге Југославије у хокеју на леду 1962. |
| ---------------------------------------------------------- |
| ХК Јесенице 6. Титула                                      |